# Płomień Milowice
El Płomień Milowice fue un equipo de voleibol polaco de la ciudad de Sosnowiec.

## Historia
Parte del club polideportivo Gorniczy Klub Sportowy Płomień Milowice fundado en 1929, participa en las series nacionales polacas desde principio. Tuvo la etapa de major éxitos en su historia en la segunda mitad de la década de los 70. Ganó el título nacional en la temporada 1976-1977 y en la siguiente se convierte en el primer equipo polaco de la historia en ganar la Copa de Campeones por delante de los neerlandeses del Voorburg en la liguilla final disputada en Basilea.

En la temporada 1978-79 gana su segundo campeonato polaco y acaba en tercer lugar la liguilla final de la Copa de Campeones por detrás de la Estrella Roja Bratislava e de la Steaua de Bucarest. 
Gana el último título de su historia en la temporada 1984-85 levantando la Copa de Polonia; al final del campeonato 1991-92 el equipo de voleibol del club polideportivo desapareció.

## Palmarés
- Campeonato de Polonia (2)

1976-77, 1978-79
2° lugar (2) : 1974-75, 1975, 76
3° lugar (1) : 1973-74,
- Copa de Polonia (1)

1984-85
2º lugar (1) : 1972-73, 1973-74
- Copa de Campeones (1)

1977-78
3º lugar (1) : 1978-79